# 安田能元
安田能元（1543年（天文12年）—1622年（元和8年））是日本戰國時代的武將。越後國上杉氏家臣，安田城城主。乃是安田景元之子、安田顯元之弟。安田廣俊的養父。通稱彌九郎，自稱上總介。在上杉家移封會津時改名安田順易。安田氏與毛利氏一樣是大江廣元的後代，所以同樣採用一文字三星為家紋，在許多文書中安田氏也時常自稱毛利氏。

## 生平
在御館之亂中，為延續安田氏家名，兄長安田顯元投效上杉景虎，而安田能元則傾向上杉景勝，後來安田顯元又投回上杉景勝軍，但戰後卻為了論功行賞之事起爭執，被迫自刃。遂由安田能元繼承安田氏家督，獲得重臣待遇。天正10年（1582年）隨軍鎮壓新發田重家之亂。在其中放生橋之戰中擔任殿軍任務遭新發田軍追擊，安田能元奮戰後一足負傷，從此殘廢，被時人稱為「跛上總」。

### 秀吉時代
天正14年（1586年），上杉氏臣從豐臣氏。能元由於内政手腕優異，受景勝之命於領國留守，執行一般政務。文錄元年（1592年）爆發文錄之役，與藤田信吉共同於越後春日山城擔任留守居役。此時能元的知行高為2474石。
後來上杉家被秀吉命令移封到會津時，先後擔任二本松城代、淺香城代發揮內政才幹，處理城郭興建、道橋普請、浪人召用、武具整備等工作表現出色，與大石綱元、岩井信能合稱會津三奉行，並與前田慶次交好。此時能元的知行高為11000石。曾受上杉景勝命令修復神指城。

### 關原-豐臣軍
關原之戰時於小峰城擔任守備，並於革籠原與島津忠直率軍隊防守，戰後，上杉家遭到家康減封為米澤30萬石，能元也退出二本松城及淺香城，隨上杉景勝移往米澤，協助直江兼續整備城下町，世代為米澤上杉藩士。慶長17年（1612年），與直江兼續、水原親憲、岩井信能、山岸尚家及平林正恒等人共同制訂上杉家的家中法度十七箇條。

### 大坂之役-東軍
慶長19年（1614年）參戰大坂冬之陣。於鴫野之戰擊退大野治長軍。

### 身後
因膝下無子，以那波廣俊（養子）為繼，於元和8年逝世，享年66。